# Rosa de Eguílaz y Renart
Rosa de Eguílaz y Renart (Madrid, 11 de octubre de 1864 - ¿?), dramaturga y periodista española, hija del también dramaturgo Luis de Eguílaz.
Huérfana de Luis Eguílaz, contando solamente once años de edad, presentó en la Exposición de 1876 un Retrato de su señor padre y Una cantora del siglo XV (al óleo). Perteneció a la Sección Femenina de la Unión Iberoamericana y colaboró en revistas como El Mundo de los Niños y La Edad Feliz. Se conocen dos obras suyas estrenadas en el Teatro de la Comedia de Madrid: Después de Dios, 1889, y Mujer famosa, 1891, un drama de corte ibseniano alrededor de los problemas que causa a una mujer que utiliza un pseudónimo masculino el éxito como escritora.